# 광석

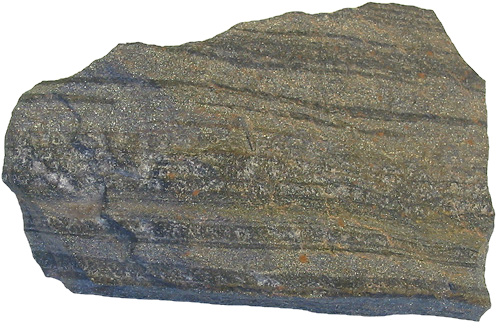

광석(鑛石)은 인간의 경제활동에 있어서 유용한 자원이 되는 광물이자, 그것을 함유하는 암석이다.

## 같이 보기
- 광상학
- 암석학